# Trilochana
Trilochana é um gênero de traça pertencente à família Brachodidae.